# ウクライナ支援部隊
ウクライナ支援部隊またはウクライナ支援軍（ウクライナ語: Сили підтримки Збройних сил України）は、ウクライナ軍の支援組織。工兵部隊、放射線・化学・生物防護部隊、地理空間支援部隊、水文気象部隊および犬部隊の5つの部隊で構成される。

## 歴史
2020年2月初旬、ウクライナ国防省とウクライナ軍参謀本部の共同指令に基づき、新たに支援部隊司令部が設立された。ウクライナ軍作戦支援総局を基に設立された。

## 構造

### 工兵部隊
- 工兵司令部
- 第20工兵部隊
- 第23工兵・測位連隊
- 第47独立工兵旅団（ウクライナ語版）
- 第48工兵旅団（ウクライナ語版）
- 第49独立防護旅団
- 第70独立支援旅団（ウクライナ語版）
- 第107道路支援センター（ウクライナ語版）
- 第211舟橋旅団（ウクライナ語版）
- 第808独立支援旅団（ウクライナ語版）
- 第3046中央工兵弾薬基地
- 特殊工学作業センター

### NBC防護部隊
- RKhB総局
- 軍事計算分析センター
- 第704放射線・化学・生物防護連隊
- 第536中央修理保管基地

### 地理空間支援部隊
- 軍事地形航法部
- 第8編集出版センター
- 第13写真測量センター
- 第16航行支援計画・管理センター
- 第22軍事地図作成部隊
- 第64地形測地センター
- 第115地図作成センター
- 第161地形測地センター

### 水文気象部隊
- ウクライナ軍水文気象センター
- 空軍・海軍・陸軍の水文気象および気象部隊

### 訓練
- 第143訓練センター（ウクライナ語版）

## 歴代司令官
| 代 | 氏名                       | 階級 | 在任期間                     |
| -- | -------------------------- | ---- | ---------------------------- |
| 1  | ミコラ・ジルノフ           | 大佐 | 2020年 - 2021年              |
| 2  | ドミトロ・ゲレガ           | 少将 | 2021年9月8日 - 2024年4月3日  |
| 3  | オレクサンドル・ヤコヴェツ | 准将 | 2024年4月3日 - 2024年4月25日 |
| 4  | ドミトロ・ゲレガ           | 少将 | 2024年5月9日 - 現職          |